# Ghána a 2011-es úszó-világbajnokságon
Ghána a 2011-es úszó-világbajnokságra egy úszót kvalifikált. Mivel a Ghánai Olimpiai Szövetséget felfüggesztette a NOB, ezért a versenyzők Athletes from Ghana néven vannak jelen és a FINA zászlaját használják.

## Úszás
Női
| Versenyző     | Esemény                   | Selejtező | Selejtező | Elődöntő       | Elődöntő       | Döntő          | Döntő          |
| Versenyző     | Esemény                   | Idő       | Helyezés  | Idő            | Helyezés       | Idő            | Helyezés       |
| ------------- | ------------------------- | --------- | --------- | -------------- | -------------- | -------------- | -------------- |
| Ophelia Swyne | Női 50 méteres gyorsúszás | DNS       | DNS       | Nem vett részt | Nem vett részt | Nem vett részt | Nem vett részt |